# Governatore Ratcliffe
Il governatore John Ratcliffe è l'antagonista principale dei film d'animazione Disney Pocahontas e Pocahontas II - Viaggio nel nuovo mondo. È doppiato in originale da David Ogden Stiers, mentre in lingua italiana da Franco Chillemi.
Ratcliffe è un governatore che, insieme al capitano John Smith e il resto de La Compagnia della Virginia, parte alla volta del Nuovo Mondo al fine di impossessarsi delle sue immense ricchezze. Pur di raggiungere il suo scopo e guadagnarsi la fiducia di Re Giacomo I, Ratcliffe affronterà la protagonista Pocahontas, rivestendone il ruolo di principale antagonista.
Per tutto il primo film, Ratcliffe è accompagnato dal cane Perlin (Percy in originale) e dal suo servitore Wiggins; entrambi i personaggi passeranno dalla parte di Pocahontas nell'epilogo della storia.

## Biografia del personaggio

### Pocahontas(1995)
Riguardo al passato di Ratcliffe non vi sono informazioni certe, è tuttavia sicuro sia di etnia inglese ed abbia militato al servizio di Re Giacomo I decenni prima della sua partenza in Virginia. Nonostante il suo titolo, Ratcliffe gode di poco apprezzamento a corte (sia dalle compagnie maschili che, ancor più, da quelle femminili) a causa della sua cattiva fama di "arrampicatore sociale" e dai suoi numerosi fallimenti nelle missioni affidategli dal re.
All'inizio del primo film si assiste alla partenza di Ratcliffe, insieme a John Smith e il resto de La Compagnia della Virginia, verso il Nuovo Mondo al fine di impossessarsi delle sue immense ricchezze sotto l'esempio dei conquistatori Spagnoli. La sua ambizione segreta, però, è di ripresentarsi a Corte straripante d'oro, così da conquistare le simpatie del re, riscattare la sua reputazione, diventare cavaliere o lord, o magari soppiantare il sovrano stesso. Durante una battaglia ferisce gravemente un indiano, vice di Kocoum, facendo aumentare i sospetti del capo nativo Powhatan.
Quando John Smith viene catturato dagli indiani per la morte di Kocoum, Ratcliffe utilizza questo come pretesto per una guerra contro gli indigeni. All'alba, dunque, guida i suoi uomini contro il popolo indiano, ma poco prima della lotta giunge Pocahontas che salva Smith e convince suo padre Powhatan, il capo degli indiani, a fermare l'imminente battaglia. Neppure dinnanzi all'offerta di pace di Pocahontas e alla tenerezza palesata tra i protagonisti, i propositi di Ratcliffe cambiano. Così il governatore, non più sostenuto dalla ciurma e desideroso di uccidere Powhatan, colpisce per sbaglio Smith al posto del capo indigeno, e, pur ferendolo solo, porta comunque ammutinamento da parte di tutti i suoi sottoposti, che lo incatenano, imbavagliano e sbattono malamente su una zattera. Ratcliffe, dunque, ritorna in Inghilterra e si vede bruciare davanti agli occhi l'ultima occasione di riscatto nei confronti del re, che gli toglierà il titolo di governatore e lo farà cadere in povertà per tradimento.

### Pocahontas II - Viaggio nel nuovo mondo(1998)
Nel secondo film Ratcliffe riappare ben integrato nella corte di Londra, nonostante il precedente fallimento in Virginia, e, addirittura, è diventato consigliere di Re Giacomo I, nonché amministratore di grandi eventi quali il Gran Ballo al quale Pocahontas è invitata suo malgrado. Nel periodo trascorso tra la fine del primo film e l'inizio del secondo, Ratcliffe ha ucciso di nascosto i vecchi membri dell'equipaggio e fatto credere al re che John Smith fosse il traditore, e, senza farsi vedere, ne ha provocato la morte, gettandolo da un palazzo. Queste azioni hanno accresciuto la fiducia del re nei confronti di Ratcliffe, motivo per il quale il sovrano permette al governatore di preparare l'armata per andare a prendere l'oro in Virginia.
A nulla serve l'intervento di Pocahontas, giunta anch'ella in Inghilterra, per fermare le conquiste coloniali di Ratcliffe, il quale, con l'intento di ucciderla, approfitta del suo punto debole nella festa (maltrattando un orso, a cui lei è legata) e la imprigiona durante il ballo del re. Il governatore, dunque, può finalmente partire per la Virginia con la sua armata, ma all'ultimo momento viene attaccato da Pocahontas e dai suoi amici, liberati da John Smith, sopravvissuto in realtà alla precedente lotta con Ratcliffe. Ratcliffe affronta sia John Smith che John Rolfe e poi Ratcliffe supplicherà Smith per essere risparmiato ed alla fine Smith deciderà di avere pietà del nemico sconfitto, intimandogli la resa. Il Governatore proverà nuovamente ad avere una rivalsa, ma sarà fermato da John Rolfe e fatto cadere in mare da Smith. Il re, ormai consapevole delle bugie dette dal governatore, lo fa finalmente arrestare.

## Caratterizzazione

### Aspetto
John Ratcliffe è un uomo decisamente corpulento, pigiato in un panciotto che solleva il grasso quasi sino al mento, dando a tutto il suo aspetto un'aria piuttosto ridicola e grottesca. Ciò è ancora più enfatizzato da altre sue caratteristiche, specialmente il naso enorme, il doppiomento, i tratti spigolosi e il labbro inferiore troppo sporgente rispetto al superiore che danno al suo viso un'aria piuttosto sgraziata.
Ratcliffe indossa un vestito viola molto sgargiante pieno di fronzoli e ha i capelli neri lisci e sciolti acconciati sulle spalle con due fiocchetti rossi in tinta col mantello. Indossa sempre un cappello viola a cui è attaccata una piuma azzurra e una fascia del medesimo colore intorno al collo che gli arriva fino alla pancia; intorno ad'essa pare esserci una specie di ornamento rotondo di colore giallo, probabilmente d'oro. Nel film Pocahontas II - Viaggio nel nuovo mondo, durante il ballo organizzato dal re, Ratcliffe indossa una versione del suo classico vestito viola tutta dorata. Tale vestito era apparso anche nel primo film, quando il personaggio fantasticava sui suoi possibili successi a corte. Nei combattimenti, invece, Ratcliffe indossa un'armatura di colore nero che gli copre quasi totalmente il corpo, ad'eccezione del volto, delle dita e dei piedi.
A denotare le variazioni di espressione, soprattutto nel primo film, sono le sopracciglia sottili e le palpebre pesanti, che suggeriscono un'inclinazione d'animo decisamente ironica e sprezzante verso tutto e tutti. Sono però gli occhi (rotondi e ravvicinati) ad accendersi ed infervorarsi nei momenti di maggior invasamento (quali la preparazione alla guerra con tanto di colonna sonora Barbari!), accompagnati dal digrignare dei denti.

### Personalità
Ratcliffe viene presentato come un uomo austero, rilassato e dotato di grande autocontrollo ma anche infido, avido, malvagio, crudele, manipolatore, razzista e senza scrupoli. L'unico scopo dell'uomo è quello di impadronirsi dell'oro della Virginia, egli stesso si riferisce al prezioso metallo come ad una sua proprietà. Ratcliffe è disposto a tutto pur di trovare l'oro sia con lo scopo di arricchirsi, ma soprattutto per compiacere la fiducia di Re Giacomo I. Proprio per questo motivo è disposto a tutto pur di raggiungere il suo scopo, anche attaccare i nativi americani ed iniziare una guerra contro di loro.
Un elemento interessante del suo personaggio, è la sua capacità di coinvolgere, infervorare e arringare la folla con un carisma a dir poco sorprendente, caratteristica che lo rende un perfetto leader. Oltre a queste capacità Ratcliffe è anche un maestro pianificatore, che non manca di sottigliezze che denotano una buona conoscenza dell'animo umano e del vasto repertorio di trucchi per manipolarlo; tuttavia, talvolta, proprio nei momenti cardine (come ogni antagonista che si rispetti) commette terribili cadute di stile, che vanno tutte a svantaggio del suo piano (la più eclatante è il suo tentativo di sparare a Powhatan colpendo però John Smith e attirando su di sé l'odio di tutta la ciurma).
Ha inoltre una mente molto limitata, nonostante sia senza dubbio intelligente, poco predisposta alla valutazione oggettiva e razionale. Ad esempio egli pensa che i nativi americani l'abbiano attaccato non per la minaccia costituita dai conquistatori e le violenze consumate ai danni dell'ecosistema, ma per l'impellenza di nascondere l'oro.

### Abilità
Ratcliffe è dotato di una grande intelligenza ed è un esperto di strategia e tattica militare, nonché anche di tecniche in campo navale. Dispone di un'abilità di simulatore e truffatore, elevata fino al punto da renderlo capace di raggirare perfino re Giacomo I, ed è un leader dotato tanto da riuscire a dirigere un'intera flotta navale. Oltretutto è capace di usare qualsiasi tipologia di arma da fuoco ed è dotato di una mira praticamente infallibile. 
Nel secondo film Ratcliffe si mostra come un ottimo ballerino, nonché spadaccino in grado di rivaleggiare con John Smith, decisamente più favorito di lui per quanto riguarda la forma fisica.

## Concezione e sviluppo
Marjoribanks Duncan fu l'animatore assunto per creare l'aspetto di Ratcliffe. Duncan era già stato uno degli animatori del film Aladdin e quindi aveva una certa dimestichezza con la Walt Disney Pictures. Duncan disegnò Ratcliffe con la precisa intenzione di creare un personaggio che rispecchiasse nell'aspetto sia l'avidità che il razzismo nei confronti degli indiani. Alla figura del governatore, inoltre, Duncan suggerì un aspetto buffo e grottesco, quasi l'equivalente di una caricatura, facendo sì che il personaggio, non avendo una buona fisicità, si concentrasse più sulla propria intelligenza e sulla sua astuzia per accattivarsi le simpatie di qualcuno.
Richard White era stato considerato per la voce del Governatore Ratcliffe, ma i produttori lo scartarono successivamente poiché pensarono che gli spettatori avrebbero associato la sua voce al personaggio di Gaston, che White aveva doppiato ne La bella e la bestia. Anche Rupert Everett, Stephen Fry e Patrick Stewart furono avvicinati per il ruolo, ma alla fine fu scelto David Ogden Stiers.

### Canzoni
Nel primo film, Ratcliffe canta ben due canzoni:
- Mio, mio, mio (in lingua originale Mine, Mine, Mine)
- Barbari (in lingua originale Savages)

Nel secondo, invece, ne canta solo una:
- Può ingannare la realtà (in lingua originale Things Are Not What They Appear)

## Il "vero" Ratcliffe
Il Governatore Ratcliffe è realmente esistito; storicamente era il capitano della Discovery e membro della ciurma inviata in Virginia per fondare una colonia nel 1606. Diversamente dal personaggio cinematografico che fu vittima di un ammutinamento, quello vero fu ucciso in un'imboscata dagli indiani di Powhatan nel 1609, assieme ad altri 14 uomini.